# Émile-Félix Gautier
Ne doit pas être confondu avec Émile Gautier.
Pour les articles homonymes, voir Émile Gautier et Gautier.
Émile-Félix Gautier, né le 19 octobre 1864 à Clermont-Ferrand et mort le 16 janvier 1940 à Pontivy (Morbihan), est un géographe et ethnographe français.
Normalien, agrégé d'allemand, explorateur et administrateur à Madagascar, professeur à l'Université d'Alger à partir de 1899, il a écrit plus de 130 livres et articles sur Madagascar, l'Afrique du Nord et le Sahara.

## Biographie
Admis en 1884 à l'École normale supérieure, il échoue à l'agrégation d'histoire en 1887. Il fait ensuite un séjour en Allemagne, puis travaille à Nancy ; il obtient l'agrégation d'allemand en 1891.

### Madagascar
L'année suivante (1892), il part en mission d'exploration à Madagascar. Cette mission dure trois ans, prenant fin en 1895 lors de l'occupation du pays par la France.
En janvier 1896, Gautier est nommé directeur de l'enseignement à Madagascar. Lors de l'établissement du protectorat à Tananarive, il occupe la direction des Affaires indigènes avant l'arrivée de Galliéni. Puis il reprend son poste au service de l'enseignement dont il démissionne en 1899. Durant ce séjour, il rédige l'essentiel de sa thèse de doctorat, Géographie physique de Madagascar.

### Alger
Après Madagascar, Émile-Félix Gautier se rend en Afrique du Nord où il est nommé professeur à l'École des lettres d'Alger.
Après avoir soutenu sa thèse en 1902, il entame l'exploration du Sahara dans les régions de la Saoura, du Touat, du Tidikelt, du Hoggar et jusqu'au Niger. Les conclusions de ses études sahariennes sont réunies dans un ouvrage fondamental Le Sahara algérien, publié en 1928. De nombreux autres travaux portent sur le même thème, ce qui a amené l'auteur à s'intéresser également à d'autres déserts, notamment les déserts américain et libyque.
Parallèlement, il écrit plusieurs ouvrages sur l'Algérie ; géographiques,1922 : Structure de l'Algérie) ; historiques 1927 : Les Siècles obscurs du Maghreb et politiques 1920 : L'Algérie et la Métropole.

### Après l'Algérie
Trois ans avant sa mort, le monde des géographes français collabore en son honneur pour les Mélanges de géographie et d'orientalisme offerts à É.-F. Gautier.
Émile-Félix Gautier décède à Pontivy laissant une œuvre considérable par la multiplicité des ouvrages, articles et mémoires durant 40 ans, féconde par la nouveauté des idées.

## Publications
Thèses
- Madagascar : essai de géographie physique, Université de Paris (1902), Paris, Challamel, 1902, [lire en ligne]
- Quatenus Indici Oceani pars quae ad Africam pertinet Graecorum et Homeritarum navibus patuerit, Université de Paris (1902), Paris, Challamel, 1902, 61 p.

Sur Madagascar
- « L'œuvre scolaire à Madagascar », dans la Revue de Madagascar, 1900  lire en ligne sur Gallica

Sur le Sahara
- « Études d'ethnographie saharienne », dans L'Anthropologie, XVIII, 1907
- Missions au Sahara. Tome I, Sahara Algérien, Paris, Armand Colin, 1908, lire en ligne (lire sur Gutenberg)
- La Conquête du Sahara, essai de psychologie politique, Paris, Armand Colin, 1910, prix Marcelin Guérin de l’Académie française en 1911
- Les Territoires du Sud. Description géographique, Gouvernement Général de l'Algérie/Editions Carbonel, Alger 1922
- Le Sahara, Payot, Paris, 1928 (lire sur Gutenberg)

Sur l'Algérie
- L'Algérie et la métropole, Paris, Payot, 1920
- L'Islamisation de l'Afrique du Nord. Les siècles obscurs du Maghreb, Payot, Paris, 1927, prix Auguste-Furtado de l’Académie française en 1928
- Trois Héros Le général Laperrine – Le père de Foucauld – Prince de la Paix, Paris, 1931
- Genséric, roi des Vandales, Payot, Paris, 1932
- « Le monument de Tin Hinan », dans Annales de l'Académie des sciences coloniales, tome VII, 1934 (en collaboration avec Maurice Reygasse)

## Hommages et distinctions
Le lycée de la rue Hoche à Alger (aussi appelé « petit lycée de Mustapha ») a porté son nom durant les années 1940 et 1950 ; nommé « lycée Victor Hugo » en 1962, il est devenu « lycée Omar Racim » en 1969.
Émile-Félix Gautier est :
- Officier de la Légion d'honneur (9 mars 1906)[6]